# Harold Plenderleith
Harold James Plenderleith (19 septembre 1898 – 2 novembre 1997) est un conservateur et archéologue britannique.

## Biographie
Harold James Plenderleith naît le 19 septembre 1898 à Coatbridge, dans le Lanarkshire en Écosse. Il sert dans le régiment des Lancashire Fusiliers durant la Première Guerre mondiale.
Après des études de chimie à l'université de Dundee, il travaille sur la préservation des collections du British Museum, qui ont souffert d'avoir été stockées dans les tunnels du métro de Londres pendant la guerre. Il participe à l'examen des objets retrouvés dans le tombeau de Toutânkhamon, sur le site de la ville mésopotamienne d'Ur et dans la nécropole anglo-saxonne de Sutton Hoo.
Il meurt le 2 novembre 1997 à Inverness en Écosse.

## Distinctions
- Croix militaire (1918)
- Membre de la Royal Society of Edinburgh (1934)
- Membre de la Chemical Society
- Commandeur de l'ordre de l'Empire britannique (1959)
- Membre de la British Academy (1973)

## Publications

### Livres
- Harold James Plenderleith et A. E. A. Werner, The Conservation of Antiquities and Works of Art: Treatment, Repair and Restoration, Oxford University Press.  (ISBN 0-19-212960-0) (0-19-212960-0)
- H. J. Plenderleith, The Preservation of Leather Bookbindings, British Museum.  (ISBN 0-7141-0227-X) (0-7141-0227-X)
- George L. Harding, D. Barthelemy, J. T. Milik, R. De Vaux, G. M. Crowfoot et Harold James Plenderleith, Qumran Cave 1, Oxford University Press.  (ISBN 0-19-826301-5) (0-19-826301-5)

### Chapitres
- Herbert Maryon et H. J.  Plenderleith, « Fine Metal-Work », dans Charles Singer, E. J. Holmyard et A. R. Hall, A History of Technology: From Early Times to Fall of Ancient Empires, vol. 1, Londres, Oxford University Press, 1954, 623–662 p.

### Articles
- H. J. Plenderleith et Herbert Maryon, « The Royal Bronze Effigies in Westminster Abbey », Society of Antiquaries of London, vol. XXXIX, nos 1–2,‎ janvier 1959, p. 87–90 (DOI 10.1017/S0003581500083633)
- H. J. Plenderleith, « A History of Conservation », International Institute for Conservation of Historic and Artistic Work, vol. 43, no 3,‎ 1998, p. 129–143 (DOI 10.1179/sic.1998.43.3.129, JSTOR 1506740)